# Kasselsche Allgemeine Zeitung

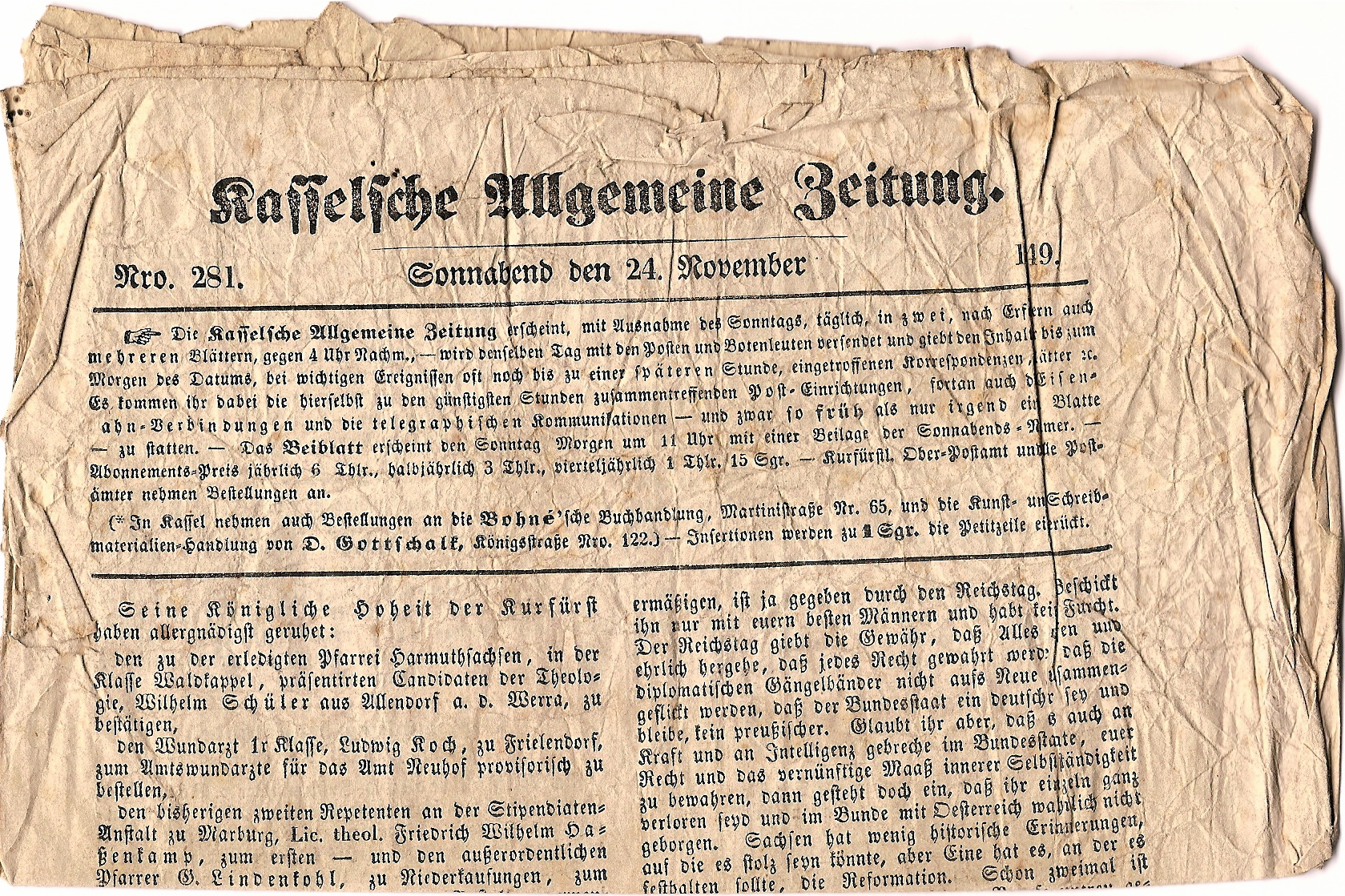
Titelblatt der Kasselschen Allgemeinen Zeitung vom 24. Oktober 1849

Die Kasselsche Allgemeine Zeitung wurde am 1. November 1813 als Allgemeine Kasselsche Zeitung in Kassel gegründet. Die Zeitung diente als amtliches Mitteilungsblatt und war die einzige offizielle politische Tageszeitung der kurhessischen Residenz. Die Gründung fand während der Endphase des Königreichs Westphalen und kurz vor Wiedererrichtung des Kurfürstentums Hessen statt. Der Herausgeber war Jacob Pinhas. Gedruckt wurde die Zeitung bei der Druckerei Hampe, später bei Döll. Anfangs erschien die Kasselsche Allgemeine Zeitung täglich, dann viermal wöchentlich, später wieder täglich außer sonntags. Der Umfang betrug acht Seiten. Angeblich hatte sie 500–600 Abonnenten.
Als politische Zeitung erhielt sie lediglich in den Jahren 1831/32 durch das liberale Blatt „Der Verfassungsfreund“ Konkurrenz, bis dieses auf Druck der Regierung unter Innenminister Ludwig Hassenpflug sein Erscheinen einstellen musste. 
Nach der Revolution von 1848/49 ging die Zeitung im Juli 1850 in der Neuen Hessischen Zeitung auf.